# 404 Arsinoë
404 Arsinoë là một tiểu hành tinh lớn ở vành đai chính. Nó được xếp loại tiểu hành tinh kiểu C, có bề mặt tối, và dường như được cấu tạo bằng vật liệu cacbonat.
Tiểu hành tinh này do Auguste Charlois phát hiện ngày 20.6.1895 ở Nice và được đặt theo tên Arsinoe trong thần thoại Hy Lạp.